# Afera Orlenu
Afera Orlenu lub Orlengate – skandal związany z zatrzymaniem 7 lutego 2002 roku przez Urząd Ochrony Państwa prezesa PKN Orlen Andrzeja Modrzejewskiego. W celu wyjaśnienia afery w maju 2004 roku Sejm powołał komisję śledczą.
Modrzejewskiego zatrzymano na polecenie prokuratury. Akcję zatrzymania koordynował Ryszard Bieszyński, dyrektor Zarządu Śledczego Urzędu Ochrony Państwa. Akcja już wówczas wzbudziła duże kontrowersje: krytykowano jej przesadną spektakularność oraz moment przeprowadzenia, w przeddzień posiedzenia rady nadzorczej spółki. Na kilka godzin przed rozpoczęciem posiedzenia rady, Modrzejewskiego zwolniono, a rada nadzorcza Orlenu odwołała go ze stanowiska prezesa.
W 2004 roku Wiesław Kaczmarek (w latach 2001-2003 Minister Skarbu Państwa w rządzie Leszka Millera) ujawnił w wywiadzie dla Gazety Wyborczej opublikowanym 2 kwietnia, że rzeczywistym celem zatrzymania prezesa Orlenu była chęć jego odwołania i tym samym zablokowania wartego 14 mld USD kontraktu na dostawy ropy naftowej. Zdaniem Kaczmarka, który ujawniając kulisy zatrzymania Modrzejewskiego, chciał oczyścić się z zarzutów o pozaprawne działania w czasie urzędowania na stanowisku ministra Skarbu, decyzję o zatrzymaniu podjęto w gabinecie premiera w trakcie nieformalnego spotkania, w którym obok Kaczmarka udział wzięli premier Leszek Miller, minister sprawiedliwości Barbara Piwnik i szef UOP Zbigniew Siemiątkowski.
Po publikacji wywiadu sprawą zajęła się katowicka prokuratura. Odrębne postępowanie wszczęła sejmowa komisja ds. służb specjalnych. Ustaliła ona, że UOP wywierał naciski na prokuraturę. Zaprzeczyła temu Agencja Bezpieczeństwa Wewnętrznego (następczyni UOP). W kwietniu 2004 roku komisja ds. służb specjalnych zaproponowała, aby do wyjaśnienia sprawy powołać specjalną komisję śledczą. Decyzję taką Sejm podjął 28 maja 2004 roku, a pierwsze posiedzenie komisji ds. Orlenu odbyło się 6 lipca 2004.
W trakcie prac komisji ujawnione zostały nowe wątki w sprawie.
21 października 2004 ujawniono notatki Agencji Wywiadu, w których opisane zostało spotkanie Jana Kulczyka z Władimirem Ałganowem w lipcu 2003 w Wiedniu, podczas którego polski biznesmen podobno miał powoływać się na swoje wpływy u prezydenta Aleksandra Kwaśniewskiego w sprawie korzystnej dla Rosjan prywatyzacji Rafinerii Gdańskiej.
10 listopada 2004 komisja otrzymała sporządzone przez ABW stenogramy z podsłuchu 160 rozmów telefonicznych lobbysty Marka Dochnala. Dochnal miał negocjować z ministrem skarbu Zbigniewem Kaniewskim sprzedaż Rosjanom ważnych firm energetycznych w Polsce. Do ministra skierować miał Dochnala poseł SLD Andrzej Pęczak, który miał współpracować z lobbystą w zamian za luksusowy samochód. Nagrane zostały jego rozmowy ze współpracownikiem Dochnala Krzysztofem Popendą, w których poseł negocjuje z nim szczegóły wyposażenia samochodu.
W czerwcu 2006 roku sąd uniewinnił Modrzejewskiego z zarzutu ujawnienia poufnej informacji Grzegorzowi Wieczerzakowi, zaś w grudniu 2006 sąd uwolnił Modrzejewskiego i Wieczerzaka od kolejnych zarzutów (niegospodaraności w IX NFI).
W 2012 prawomocnie skazany w tej sprawie został Ryszard Bieszyński, ówczesny dyrektor zarządu śledczego UOP. W 2013 skazany został Zbigniew Siemiątkowski. W ustnym uzasadnieniu wyroku sędzia wskazała na usłużną wobec UOP postawę prokuratury oraz skoordynowane, pozaprawne działanie UOP i kancelarii premiera Leszka Millera.